# Akhaldan
Gli Akhaldan erano una società di esseri eruditi menzionata negli scritti di George Gurdjieff, un mistico e filosofo del XX secolo. Questa società è descritta in particolare nella sua opera Beelzebub's Tales to His Grandson (I racconti di Belzebù a suo nipote). Gli Akhaldan, secondo Gurdjieff, erano una confraternita scientifica di esseri eccezionalmente saggi che abitavano il continente perduto di Atlantide.
George Gurdjieff narra di un documento antico che rivela di una civiltà perduta avanzata simile ad Atlantide, gli Akhaldan, che avrebbero vissuto nelle pianure vicino all'Alto Egitto del periodo predinastico o preistorico (prima che divenissero un deserto), per poi rifugiarsi, dopo una catastrofe, nel Basso Egitto; essi sarebbero poi diventati nella memoria popolare le mitologiche divinità dell'Antico Egitto (guidati dalla cosiddetta Enneade o dinastia divina dei faraoni citata anche da Diodoro Siculo).

## Mito
La società degli Akhaldan fu costituita da un gruppo di esseri avanzati e illuminati del continente di Atlantide, prima della sua distruzione. Questi studiosi si dedicarono allo studio di vari fenomeni naturali e celesti, nella speranza di comprendere eventi catastrofici imminenti. Essi avevano notato che stava per accadere qualcosa di grave nella natura, e decisero di osservare attentamente tutti i fenomeni del loro continente, sebbene non riuscissero a determinare con precisione cosa sarebbe accaduto. A tal fine, inviarono alcuni dei loro membri in altre parti del mondo, tra cui isole e continenti lontani, per raccogliere osservazioni che potessero chiarire gli sviluppi futuri. Questi studiosi non si limitarono a studiare la natura terrestre, ma anche i fenomeni cosmici o "celesti", come si esprimevano all'epoca.

### Migrazione e influenza degli Akhaldan
Uno di questi studiosi, un membro particolarmente importante della società Akhaldan, si stabilì sul continente Iranan, sulle rive del cosiddetto "Mare della Beneficenza". Qui, si imbatté in un gruppo di cacciatori provenienti anch'essi da Atlantide. Questo incontro fu di grande importanza, poiché segnò l'inizio di una collaborazione tra il sapiente Akhaldan e i cacciatori atlantidei, che dopo la distruzione di Atlantide rimasero definitivamente sul continente Iranan. Questo membro della società Akhaldan, noto per la sua grande saggezza, fu scelto dai cacciatori come loro capo. Più tardi, sposò Rimala, la figlia di uno dei cacciatori, e condivise pienamente la vita con questi nuovi abitanti del continente Iranan. La loro collaborazione portò alla fondazione della seconda comunità di esseri sul continente, che si sarebbe poi evoluta nell'attuale Asia.

### La città di Gob e l'eredità Akhaldan
Successivamente, il centro della loro esistenza comune fu stabilito sulla riva sud-orientale del Mare della Beneficenza, nella città di Gob. Questa città divenne la capitale del secondo gruppo di esseri del continente Ashhark (nome arcaico del continente), e il capo di questo gruppo fu chiamato "re". Le funzioni di questo re erano ereditarie, e la linea di successione iniziò con il primo capo scelto, lo stesso sapiente Akhaldan che aveva guidato il gruppo iniziale.

## Origini della Società Akhaldan
L'Akhaldan è nata 735 anni prima della seconda grande catastrofe terrestre, un evento che portò alla scomparsa di Atlantide. I suoi membri erano impegnati nello studio dei fenomeni naturali e cosmici, tentando di prevedere un evento catastrofico che percepivano come imminente. Per comprendere meglio la natura di questo fenomeno, inviarono membri in diverse regioni della Terra, tra cui un sapiente che si stabilì sulle rive del "Mare di Beneficenza" e che, dopo la scomparsa di Atlantide, divenne capo di una comunità di cacciatori.

### La Struttura dell'Akhaldan
La società Akhaldan si divideva in sette gruppi o sezioni indipendenti, ciascuna delle quali aveva il compito di studiare un aspetto specifico della conoscenza.Questi gruppi erano:
1. Akhaldanfokhsovors: Studiosi del pianeta Terra e delle sue parti.
2. Akhaldanstrassovors: Studiosi delle radiazioni dei pianeti del sistema solare.
3. Akhaldanmetrosovors: Studiosi di una disciplina simile alla matematica.
4. Akhaldanpsychosovors: Studiosi delle percezioni e delle esperienze degli esseri umani.
5. Akhaldanharnosovors: Studiosi di chimica e fisica.
6. Akhaldanmistessovors: Studiosi dei fenomeni esterni, sia consapevoli che spontanei.
7. Akhaldangezpoodjnisovors: Studiosi delle manifestazioni delle influenze cosmiche sugli esseri.

Ogni gruppo contribuiva all'approfondimento della comprensione oggettiva della realtà e della condizione umana, unendo osservazioni scientifiche e spirituali.

### Il Simbolismo dell'Akhaldan
Il simbolo della società Akhaldan era una figura allegorica complessa, composta da diverse parti di esseri animali, ciascuna con un significato specifico. Il corpo principale era costituito dal tronco di un toro, simbolo dei lavori laboriosi necessari per rigenerare gli impulsi negativi ereditati o acquisiti. Le gambe del toro erano sostituite da quelle di un leone, rappresentando la forza e il coraggio necessari per affrontare tali lavori. Le ali di un'aquila simboleggiavano la capacità di elevare il pensiero al di sopra delle preoccupazioni terrene, mentre la testa, rappresentata da seni di una vergine, incarnava l'amore puro e disinteressato che doveva guidare tutte le azioni.

### Declino e Trasmissione dell'Eredità Akhaldan
Dopo la scomparsa di Atlantide, i membri superstiti dell'Akhaldan si dispersero in varie parti del mondo. Alcuni si stabilirono lungo il fiume Nilo in quella che oggi è l'Egitto, e cercarono di ricostruire la società in isolamento. Sebbene non riuscirono a ricreare completamente la grandezza della loro precedente organizzazione, trasmisero comunque parte delle loro conoscenze alle generazioni successive. Le costruzioni monumentali, come le piramidi e la Sfinge, sono considerate una testimonianza duratura della loro eredità.
L'influenza della società Akhaldan, sebbene indebolita, continuò a essere tramandata, preservando almeno in parte i frutti della loro ricerca e delle loro pratiche spirituali.

## Cattura degli studiosi
In un'epoca remota, un potente re persiano, noto per le sue conquiste, si diresse verso l'Egitto, dove catturò tutti gli studiosi presenti, inclusi nativi e stranieri. Tra questi vi erano anche sacerdoti egiziani, discendenti di una società chiamata Akhaldan, che si era originariamente insediata in Egitto dopo aver sfuggito a un disastro. Questa società, emersa dal continente di Atlantide, era caratterizzata da individui a tre cervelli, capaci di trasmettere la propria conoscenza attraverso le generazioni. Con il passare dei secoli, anche altre culture, dopo eventi catastrofici come la perturbazione Transapalniana, svilupparono sistemi di pensiero simili, dando vita a figure chiamate "iniziati", i quali si impegnarono a preservare e trasmettere questa saggezza ancestrale.

## Medicina
L'olio di ricino, noto per le sue proprietà benefiche, è un elemento di conoscenza che giunse agli antichi egiziani grazie agli Atlantidei, membri della rinomata società Akhaldan. Questi studiosi, provenienti dal continente perduto di Atlantide, furono i custodi di sapere e pratiche medicinali che, con il tempo, furono trasferite ai popoli egiziani, contribuendo così all'arricchimento della loro tradizione culturale e farmacologica.

## Belzebu l'ipnotista
Nella sua narrazione, Beelzebub, noto ipnotista, si prepara a raccontare un evento tragico legato ai trepiani esseri del continente Atlantide, che formavano la società intellettuale conosciuta come Akhaldan. Questa società custodiva una vasta conoscenza, che venne trasmessa nel tempo a determinati individui dell'antico Egitto, in particolare agli iniziati, discendenti diretti degli Akhaldan. Le Piramidi e la Sfinge rappresentano i pochi resti di quelle grandiose opere architettoniche erette dai più illustri membri della società Akhaldan e dagli antenati dei popoli egiziani, opere di cui Beelzebub fu testimone durante il suo quarto soggiorno sulla Terra.

## L'uomo dimenticò le leggi cosmiche
Beelzebub racconta la storia di come l'umanità apprese e poi dimenticò la fondamentale legge cosmica di Heptaparaparshinokh. Egli ricorda un paese dell'Asia, Maralpleicie, governato da un re di nome Konuzion, discendente di un membro della società Akhaldan che si era trasferito da Atlantide per studiare i fenomeni naturali del pianeta. Questo re, per liberare i suoi sudditi dalla dannosa abitudine di masticare i semi del fiore "Gulgulian", creò una "storia saggia". Il sapere del re si basava sulle scoperte di un illustre membro degli Akhaldan, che, durante le sue osservazioni cosmiche, aveva notato un particolare suono che si manifestava regolarmente in una specifica area di Maralpleicie, vicino alla città di Gob, dopo certe perturbazioni meteorologiche. Questo suono, ripetuto due volte all'anno, rappresentava un legame con le leggi cosmiche, ma, col tempo, la conoscenza e l'importanza di questo fenomeno si sarebbero perse.

## Il sapere
Secondo le informazioni tramandate dall'antichità e il buon senso comune, si ritiene che il Grande Mosè, figura di grande autorità in medicina, cercasse di garantire che le sostanze nocive accumulate in determinate aree venissero rimosse meccanicamente a causa di vari contatti accidentali, prevenendo così la comparsa di pruriti malefici. La vastità delle conoscenze mediche di Mosè è riconosciuta da diverse fonti storiche, che attestano come egli avesse appreso la medicina durante il suo soggiorno in Egitto, studiando con i sacerdoti egiziani. Questi ultimi, a loro volta, avevano ereditato il sapere dai loro antenati dell'Atlantide, i membri della società Akhaldan, considerati i primi e unici veri studiosi della Terra. Tuttavia, la discendenza di questo piccolo gruppo di sapienti si interruppe a causa di una particolare anomalia nella formazione del corpo planetario delle esseri di sesso femminile. Questa cessazione della razza fu denominata dai membri della società Akhaldan "Dezsoopsentoziroso".

## Il ruolo di Kronbernkzion
Makary Kronbernkzion, grazie ai suoi meriti scientifici, divenne ben presto un membro a pieno titolo della rinomata società Akhaldan. Durante il suo ultimo soggiorno sulla Terra, scoprì e decifrò una copia del Boolmarshano, incisa a mano da lui stesso. Questa copia, rimasta intatta fino ai tempi moderni, ha suscitato un grande interesse e offre importanti insegnamenti. L'originale del Boolmarshano, creato e ammirato dai membri della società Akhaldan, venne collocato al centro della loro "cattedrale", simbolo della loro conoscenza e della loro tradizione intellettuale. La sua conservazione attraverso i secoli testimonia l'importanza di questo testo per la società e per la trasmissione della sapienza.

## Nella cultura di massa
Alla civiltà di Akhaldan si fa riferimento nell'album L'Egitto prima delle sabbie di Franco Battiato.